# Klonoa 2: Lunatea's Veil
Klonoa 2: Lunatea's Veil (風のクロノア2 〜世界が望んだ忘れもの〜?, Kaze no Kuronoa 2: Sekai ga nozonda wasuremono, lett. "Klonoa del Vento 2: La cosa che il mondo vuole dimenticare") è un videogioco a piattaforme sviluppato e prodotto dalla Namco per Sony PlayStation 2. È uscito nel marzo 2001 in Giappone e a luglio e novembre dello stesso anno, rispettivamente, per Nord America e Europa.
È il seguito del gioco per PlayStation Klonoa: Door to Phantomile.

## Trama
In questo secondo videogioco della serie, Klonoa, aiutato dalla sacerdotessa Lolo e il suo amico Popka, deve salvare la terra di Lunatea da una Quinta Campana che minaccia la tranquillità nei regni: l'equilibrio infatti, è retto da quattro Campane dell'Armonia situate una per ogni regno di Lunatea, i cui rintocchi rassicurano gli abitanti.
Klonoa deve attraversare i quattro regni di Lunatea, La-Lakoosha (Regno della Tranquillità), Joilant (Regno della Gioia), Volk (Regno della Discordia) e Mira Mira (Regno dell'Indecisione) per ottenere gli "elementi" delle Campane e ristabilire l'ordine: ad ostacolarlo nella sua impresa, la Pirata dei cieli Leorina e la gatta Tat, che mirano agli Elementi per controllare il potere.
Nonostante gli sforzi di Klonoa, Lolo e Popka, Leorina riesce a creare una "copia" dell'anello di Klonoa e a rubare i loro quattro Elementi, facendo apparire la Quinta Campana e il Quinto Regno: il Regno del Dolore.
Alla fine, grazie anche all'aiuto della stessa Leorina, Klonoa batte il Re del Dolore, liberandolo dalla sua "prigione di sofferenze".

## Modalità di gioco
Fondamentalmente, in questo episodio Klonoa ha le stesse abilità del precedente: usa il "proiettile di vento" per catturare i nemici e usarli contro altri, o come trampolini per arrivare alle zone più in alto. Klonoa può camminare solo a destra e a sinistra, non può interagire con lo sfondo, esclusi i bonus e trampolini.
I livelli che Klonoa attraverserà presentano anche enigmi da risolvere, per sbloccare oggetti secondari (come gemme e bonus) ma anche per progredire nella storia.
In quattro mondi il protagonista guiderà anche un "surf a cuscino d'aria".
Nella maggior parte dei livelli, Klonoa avrà anche l'occasione di raccogliere frammenti delle "bambole" di Momett, che servono per sbloccare musiche e bonus nella Casa di Momett a Joilant.

## Personaggi
- Klonoa

È il protagonista del videogioco, è spesso chiamato dai Lunateani "il Viaggiatore dei Sogni" perché porta con sé un anello, secondo i locali, in grado di salvare la terra dal caos.
- Lolo

È un'aspirante sacerdotessa: l'anello di Klonoa funziona grazie al suo potere.
- Popka

È un amico di Lolo: se aggiunto un secondo controller alla console, potrà essere giocabile assieme a Klonoa.
- Leorina

È una Piratessa dei Cieli, cerca di far rintoccare la Quinta Campana per gettare Lunatea nel caos, e conquistare il potere.
- Tat

È la fedele spalla di Leorina: riesce a sdoppiarsi in due facce, una nera e una bianca.